# Hel (město)
Hel (výslovnost  [xɛl]IPA, kašubsky Hél, německy Hela) je město a gmina v severním Polsku v Pomořském vojvodství v okrese Puck, ležící u Baltského moře na špici Helské kosy ve vzdálenosti zhruba 33 km od hlavního pobřeží. Žije zde přibližně 3 000 obyvatel.

## Historie
První historické zmínky o Helu jsou z roku 1198, kdy se jednalo o kašubskou vesnici, která byla centrem oblasti obchodu s herinky. V dánské kronice z roku 1219 je zmíněno, že poškozená loď Valdemara II. Vítězného byla uvržena na ostrov Hel. Ve třináctém století vesnice jako obchodní centrum soupeřila významností s nedalekým Gdaňskem a byla jí udělena městská práva, která byla potvrzena v roce 1378, kdy oblasti vládl řád německých rytířů.
Původní město bylo zhruba kilometr a půl vzdáleno od současné polohy – v 15. století bylo přesunuto kvůli erozi, která začala zmenšovat tu část Helské kosy, na které stálo.
Koncem 19. století na celé Helské kose značně  převažovala kašubská populace. Jedinou výjimku tvořilo město Hel, ve kterém mírně převažovala německojazyčná populace nad kašubskou.
Za druhé světové války bylo svojí polohou vojensky velmi významné. Kriegsmarine zde měla základnu, kde trénovala posádky ponorek. Při německé invazi do Polska to bylo jedno z míst, kde se polská armáda bránila nejdéle, a stejně tak při osvobozování Polska se zde držela německá armáda – obklíčené jednotky se vzdaly až dva dny po kapitulaci nacistického Německa.
Po druhé světové válce vzhledem k vývoji zbraní a změnám ve vojenských paradigmatech význam Helu jako vojenské základny výrazně poklesl a dnes převažuje jeho význam jako turistického a rekreačního centra.
Městská práva získal Hel 30. června 1973.

## Původ názvu
Původ názvu města Hel není zcela jasný, ale zřejmě má germánský původ. Na holandské mapě ze 17. století je celá kosa nazývána Heel (pata). Za svůj název pravděpodobně vděčí námořníkům, kteří často dávali zeměpisné názvy odkazující na části těla.
Podle jiné teorie název pochází ze starogermánského slova označující peklo, jež je v germánské mytologii spojeno s chladem – odkazuje na studené klima, které na kose panuje.

## Administrativa
Hel administrativně náleží k okresu Puck Pomořského vojvodství. Má postavení gminy se statutem města (gmina miejska).

## Dopravní obslužnost
Dopravní spojení města se zbytkem země obstarává silnice číslo 216, která zde končí. Železnice (trať 213), vedoucí po Helské kose prakticky souběžně s touto silnicí, tady má rovněž konečnou stanici.
Město bylo obsluhováno autobusovou linkou číslo 666, což zavdávalo příčinu k mnohým memům a samotné autobusy se stávaly terčem sdíleného humoru. V červnu roku 2023 přinesla vícerá média zprávu o tom, že známá a parodovaná autobusová linka byla přečíslována na číslo 669.
Přístav je určen pro rybářské i turistické lodě a pro jachty. Mohou připlouvat lodě s ponorem do 6 m, jejichž délka nepřesahuje 80 m.

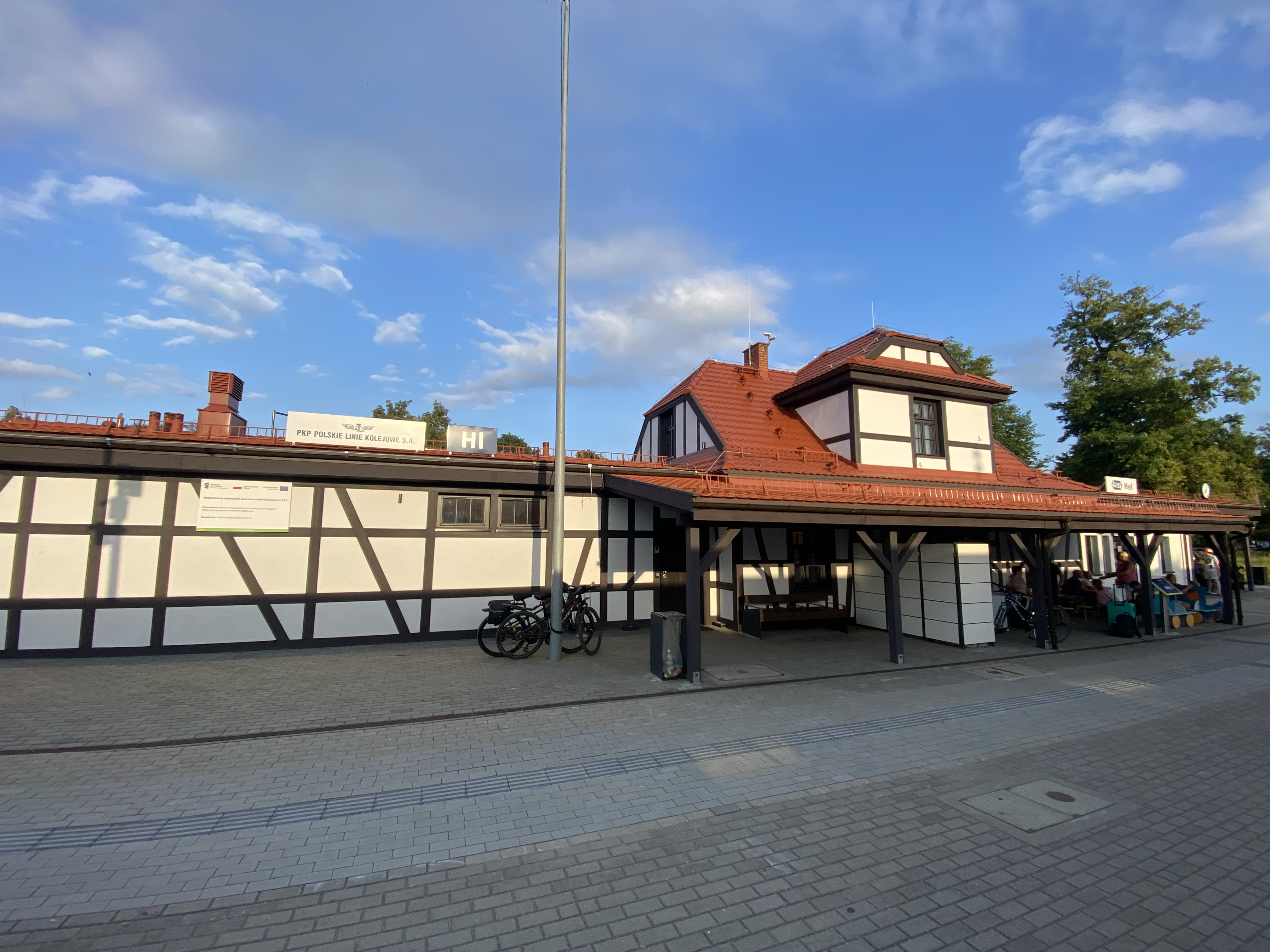
Vlakové nádraží
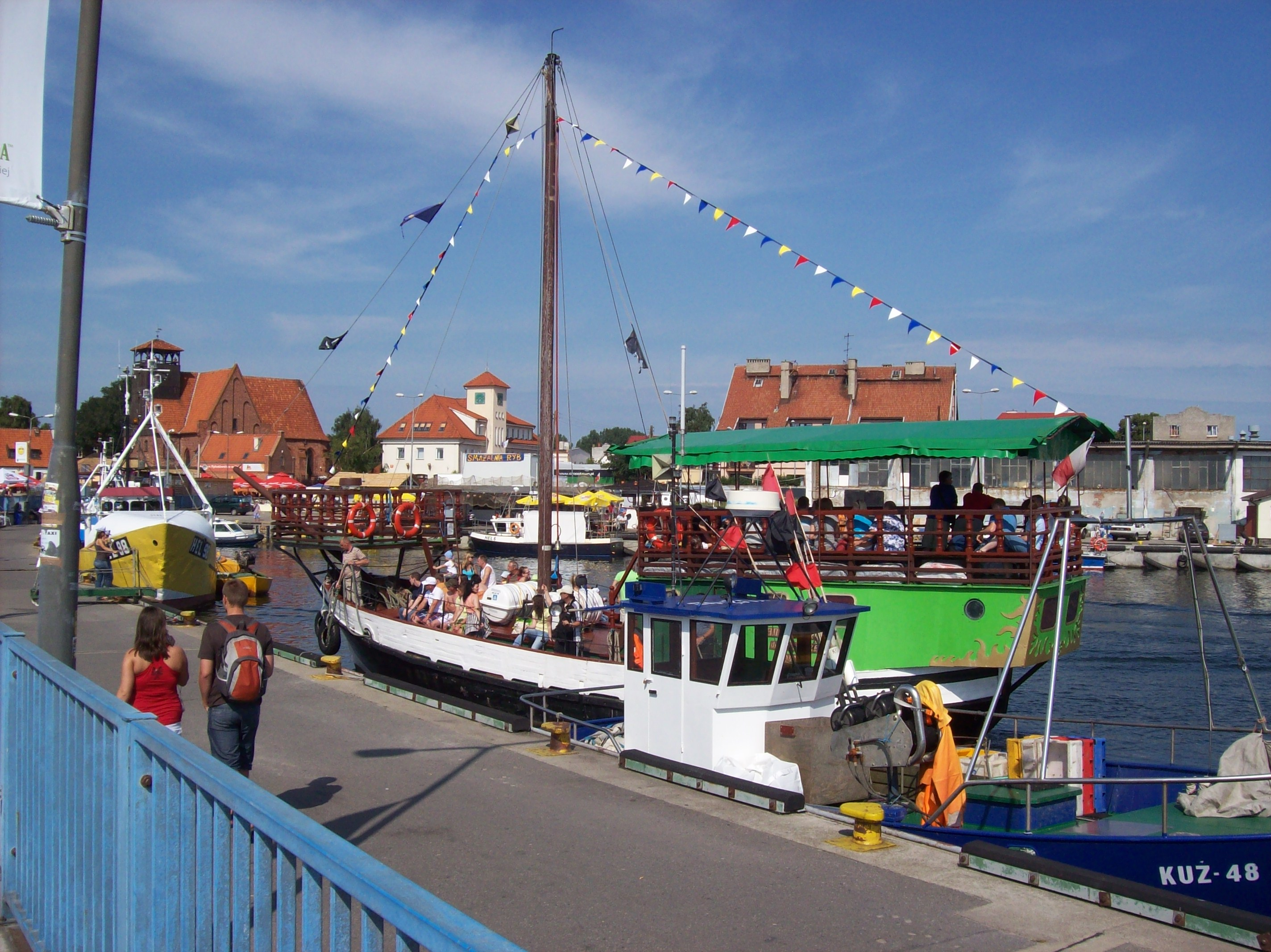
Přístav

## Turistika
Díky své poloze na pobřeží Baltského moře je Hel známý jako rekreační a turistické středisko. Jsou tu písčité pláže včetně od roku 2004 střeženého úseku.
V bývalém gotickém kostele ze 14. století se nyní nachází Muzeum mořského rybářství (Muzeum Rybołówstwa Morskiego). Jeho věž slouží jako rozhledna.
Helské fokárium náleží fakultě biologie, geografie a oceánologie gdaňské univerzity. Skládá se z komplexu bazénů přístupných veřejnosti a dále z menších bazénů pro tuleně mladé a nemocné. Součástí je i budova s přednáškovým sálem a laboratoří.
Reprezentativní pěší zónu představuje Ulica Wiejska, asi 900 m dlouhá ulice sloužící jako přirozené centrum města – je tu budova radnice a pošty a také dřevěný rybářský dům z poloviny 19. století, ve kterém je dnes restaurace.
Ve městě jsou rovněž památky na vojenskou minulost Helu, včetně pomníku jeho obráncům z počátku druhé světové války. Poblíž kasáren je Skanzen námořní obrany (Skansen broni morskiej), v roce 2006 bylo otevřeno Muzeum obrany pobřeží (Muzeum Obrony Wybrzeża).

## Maják
Helský maják byl postaven v  roce 1942, v době německé okupace. Tehdy nahradil původní maják z roku 1826, vyhozený v září 1939 během bojů druhé světové války do vzduchu. Výška jeho věže činí 41,5 m, jeho světlo je ve výšce 40,8 m a je viditelné ze vzdálenosti 18 námořních mil. V roce 2001 prošel rekonstrukcí. Během léta je přístupný veřejnosti a slouží jako rozhledna.

## Galerie

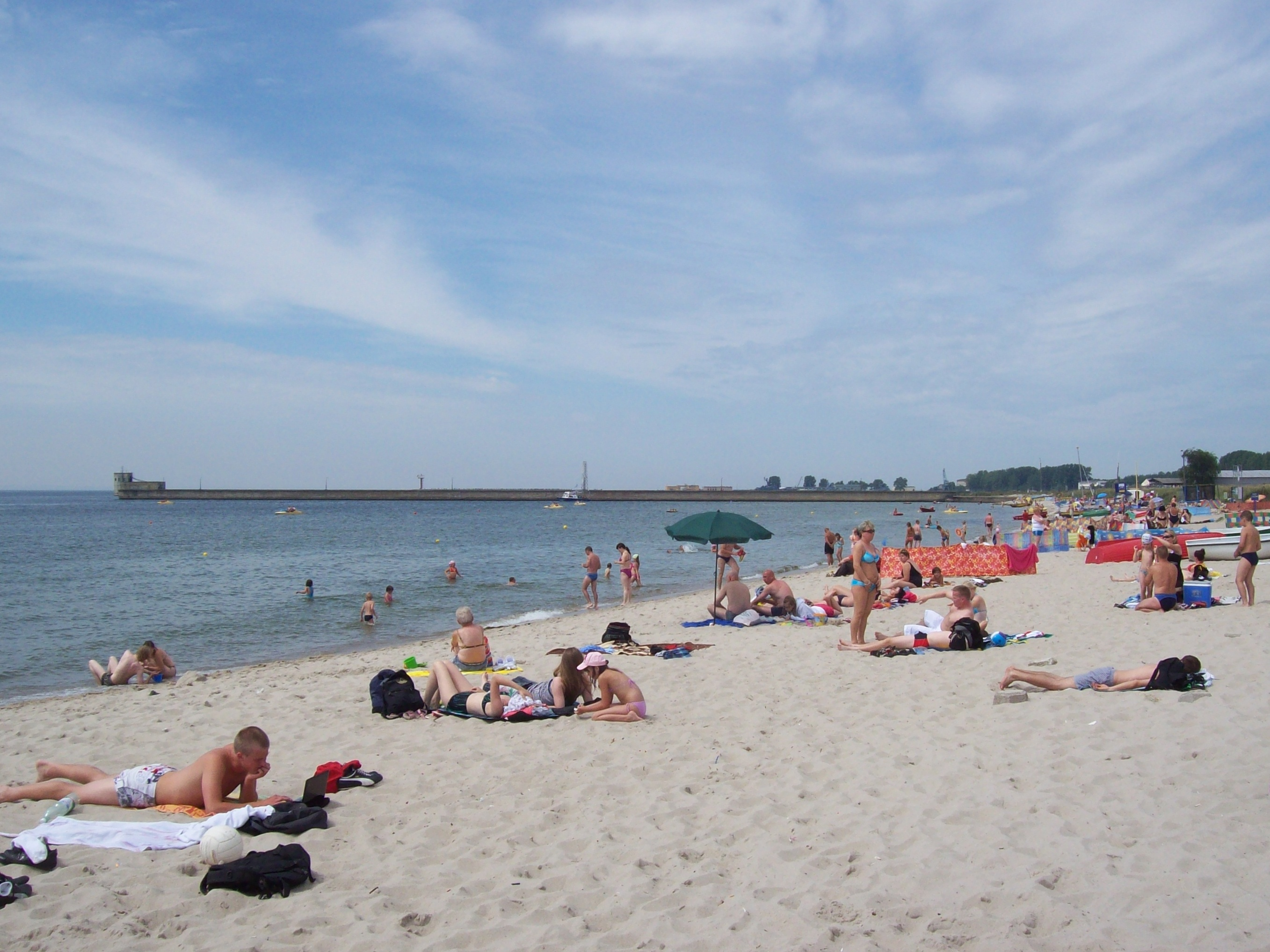
Pláž u města Hel
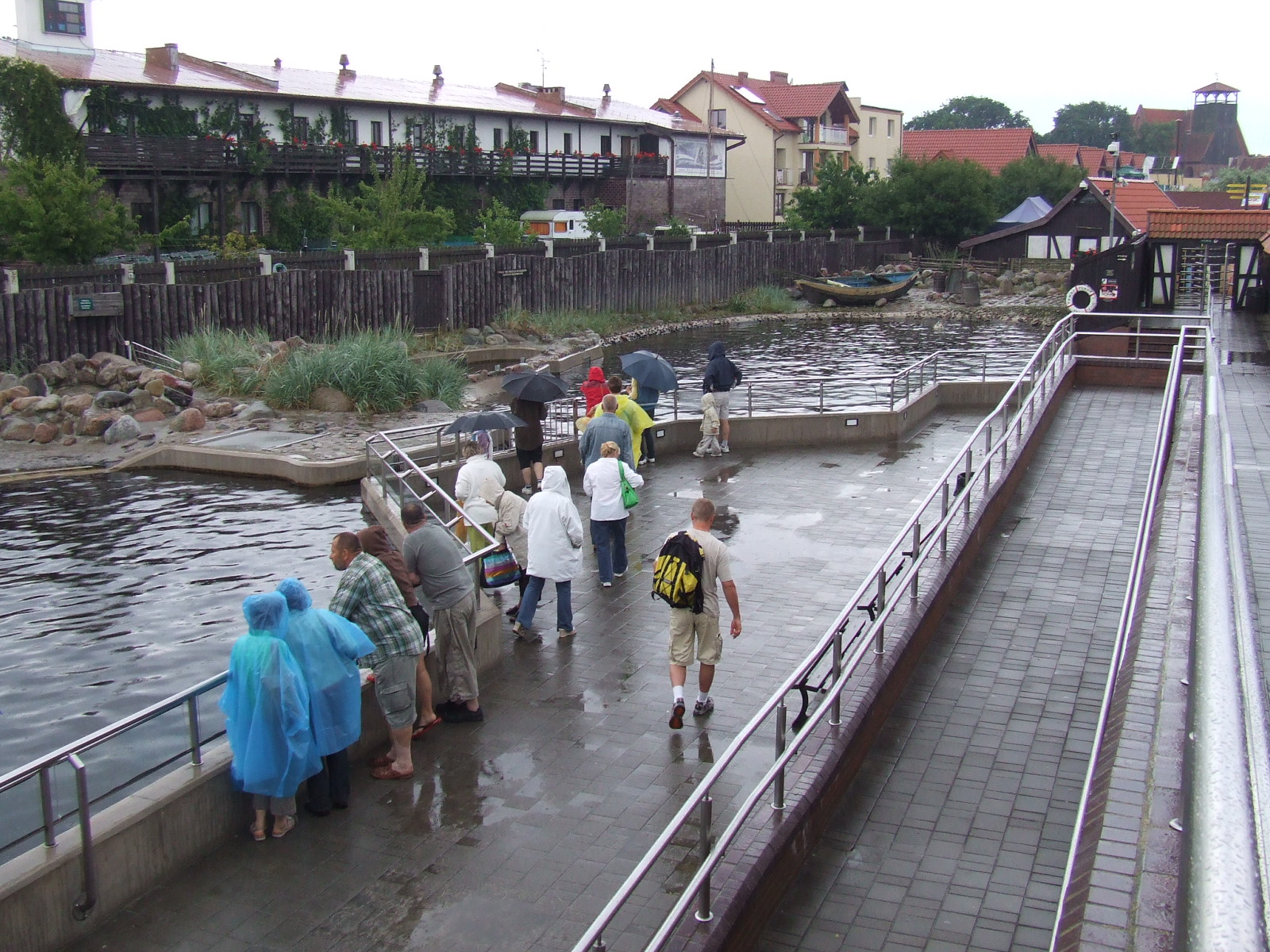
Fokárium
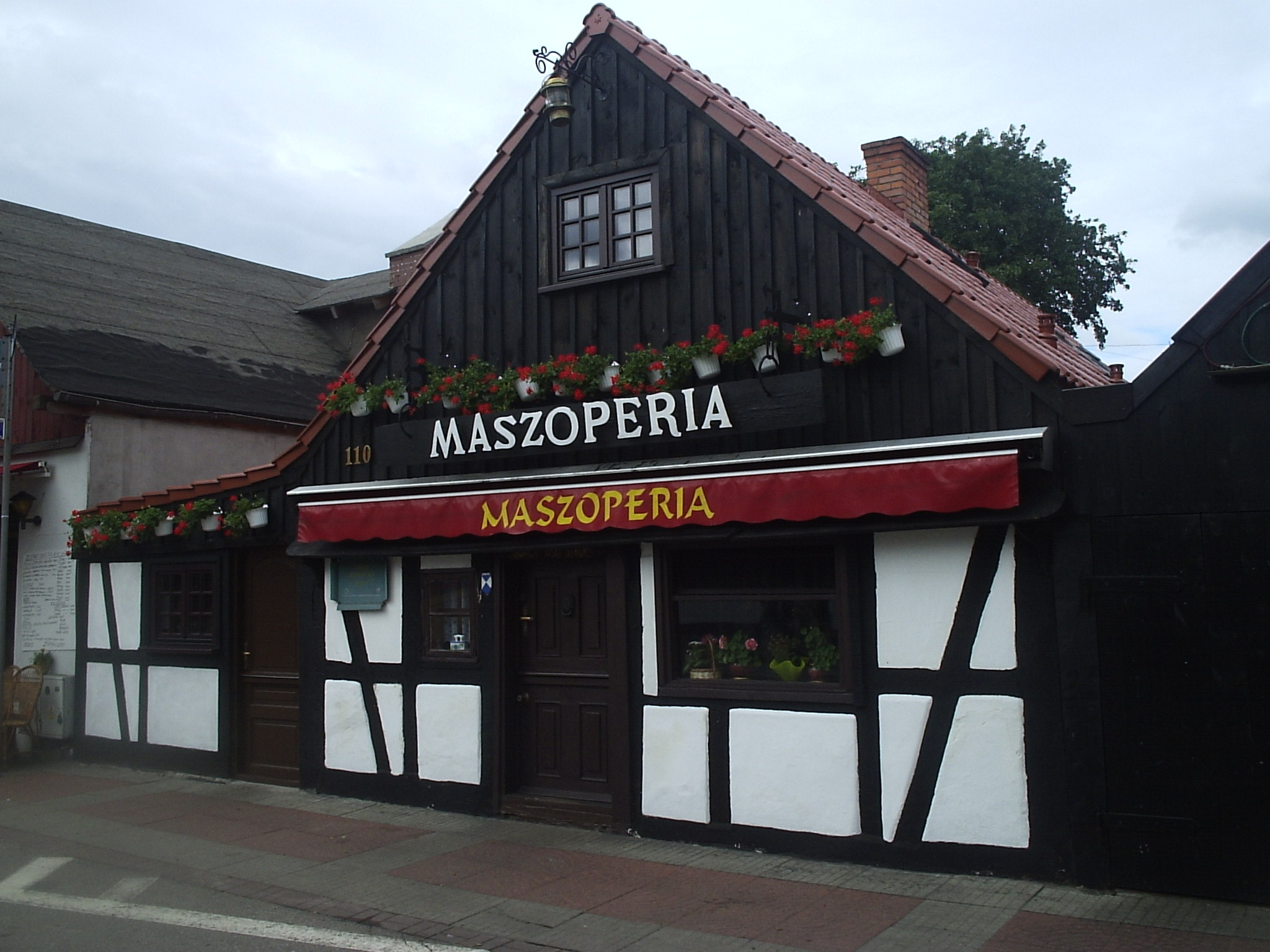
Dřevěný rybářský dům z poloviny 19. století
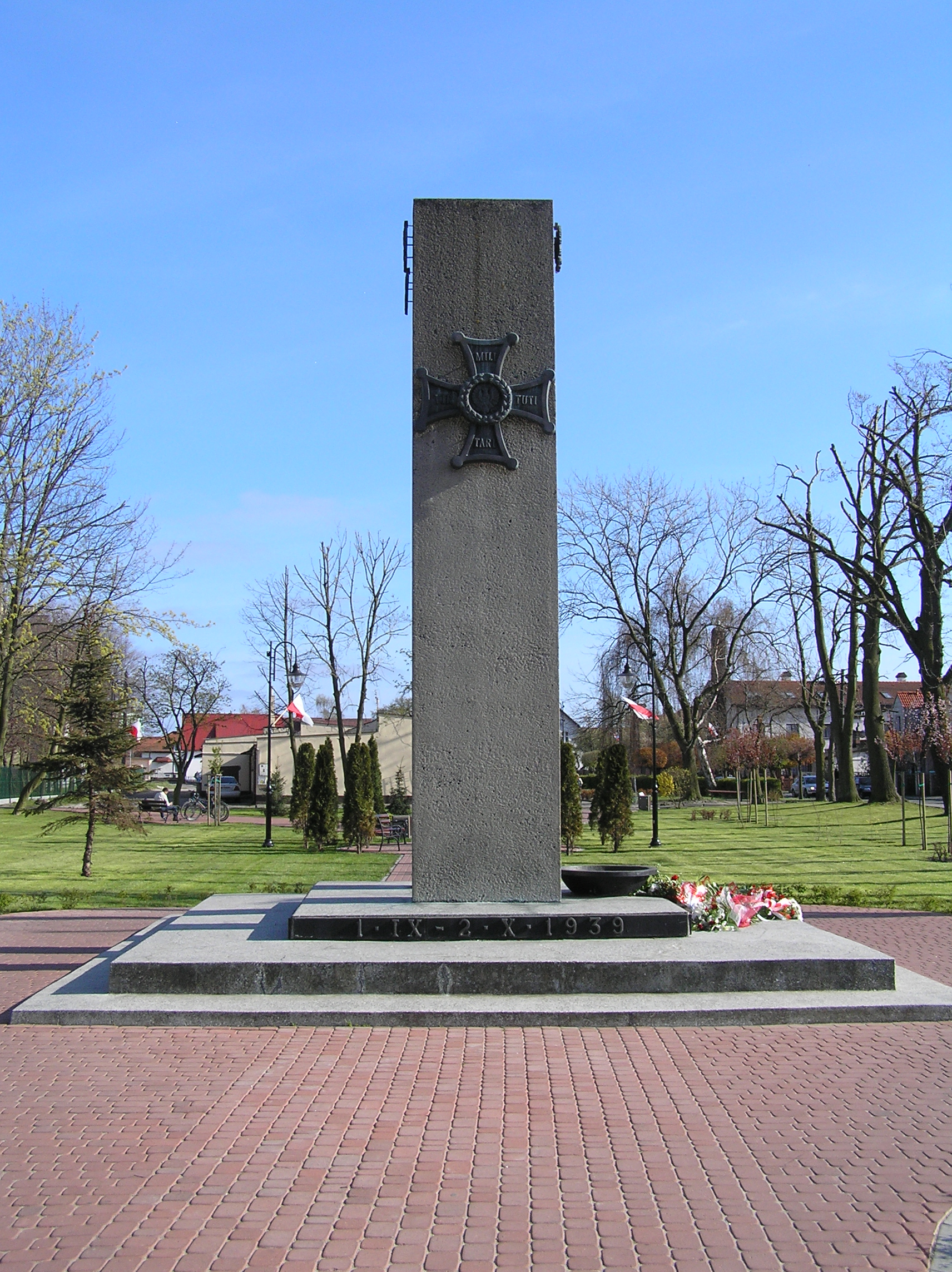
Pomník obráncům Helu
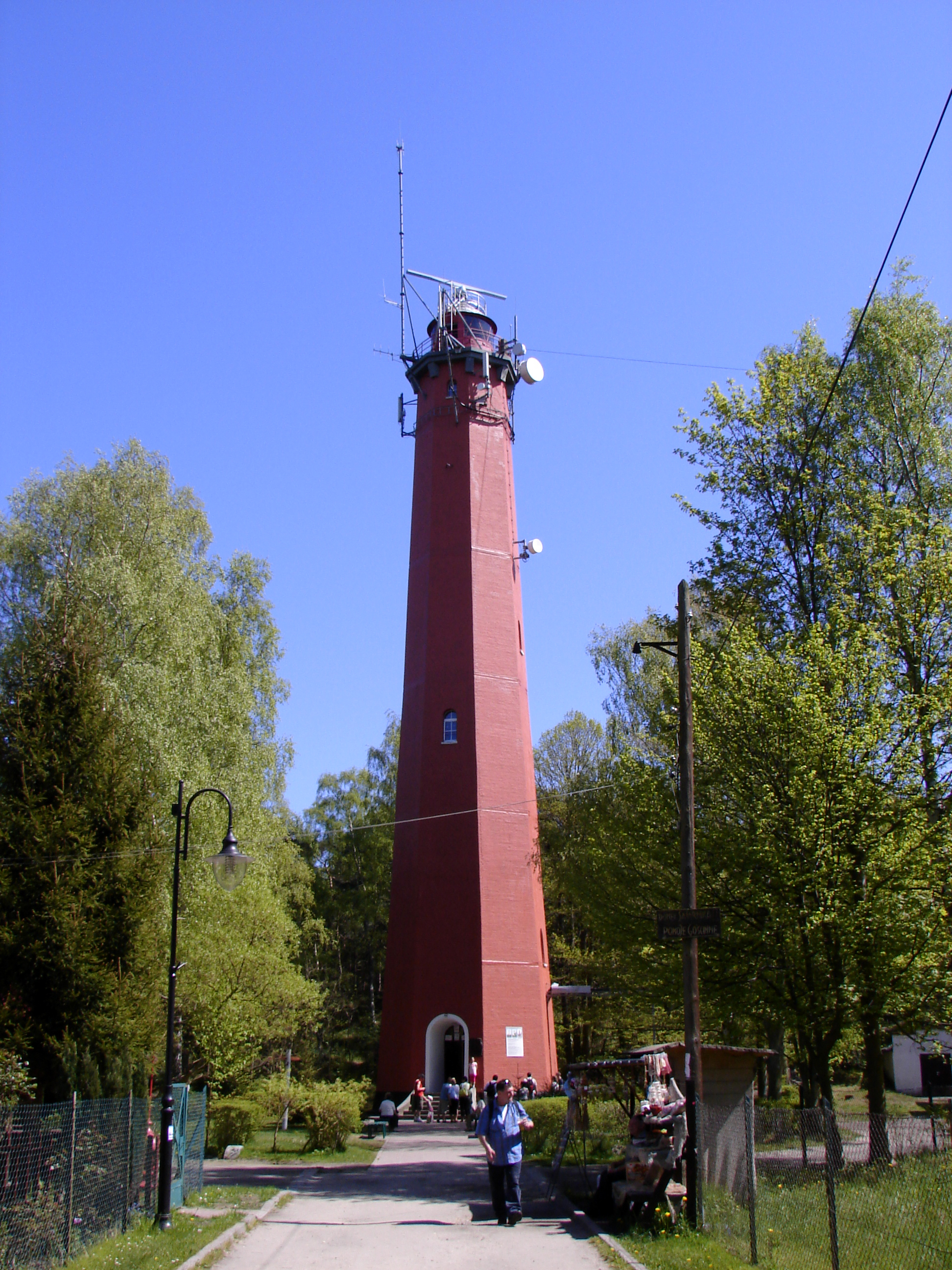
Helský maják
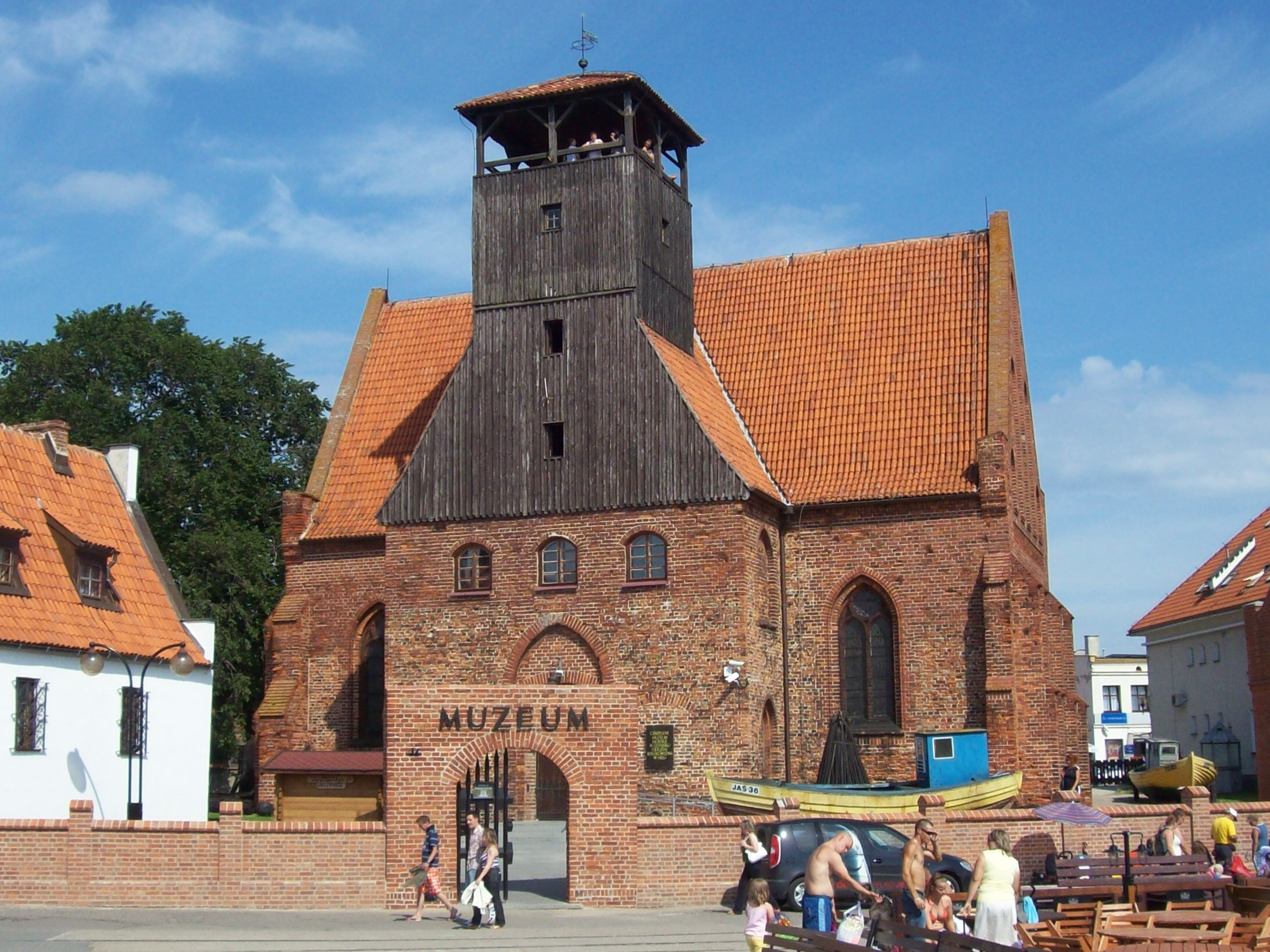
Muzeum mořského rybářství